# Contournement de Valence
Ne doit pas être confondu avec Périphérique de Valence (Drôme).
Le contournement de Valence est un tronçon de l'autoroute espagnole A-7 qui remplit la fonction de ceinture qui entoure la première couronne de la Zone métropolitaine de Valence, qui permet de contourner la ville de Valence par l'ouest. 
Cette ceinture est le contournement principal de Valence autant bien pour le trafic de court que de longue distance. Au contraire les contournements V-30 et CV-30 ne font office de ceintures que pour le trafic local.

## Tracé
- Il commence au nord de Valence entre les territoires communaux de Sagonte et Puçol et est une continuation de l'autoroute A-7/AP-7, en raccordant la V-21 vers "Valence (nord)" par la côte et la V-23 qui relie Puçol avec Sagonte.

- De là, il s'éloigne de la côte vers l'intérieur de la comarque d'Horta Nord avec la sortie 484 en direction de Rafelbunyol, El Puig, Pobla de Farnals et la route CV-300, et la sortie 486 en direction de Massamagrell, Nàquera, Moncada, Museros, Massalfassar par la route CV-32

- Il entre dans le territoire communal de Bétera et surmonte le ravin de Carraixet avant d'atteindre la sortie 494 en direction de Bétera, Burjassot, Godella et Rocafort par la route CV-310.

- Arrivé dans le territoire de Paterna, il y a la sortie 497, l'une des principales liaisons, qui relie l'autoroute CV-35, vers Llíria, Ademuz et aussi l'accès principal au nord-ouest de la ville de Valence et plusieurs urbanisations et points d'intérêt comme Feria Valencia, le parc technologique de Paterna et la Ciudad Deportiva du Valencia CF.

- La prochaine connexion est l'autoroute V-30 par la sortie 501, contournement de la zone urbaine de Valence avec des accès à Paterna, Manises, l'aéroport de Valence, Quart de Poblet, Mislata, la route CV-30 et enfin le port de Valence. Cette autoroute souffre de bouchons réguliers car c'est le seul accès routier pour les camions au port de Valence depuis le nord, qui s'ajoute au trafic habituel de voitures sur le périphérique de la zone urbaine de la ville, en particulier au niveau de la connexion avec la route CV-30 à Quart de Poblet.

- Il traverse la rivière Turia dans une partie du parc naturel de Turia et le territoire communal de Manises, puis atteint la connexion avec la route CV-370 à la sortie 504 en direction de Manises et Riba-roja de Turia.

- Sur le territoire de Riba-roja de Turia, il passe à l'ouest des pistes de l'aéroport de Manises puis arrive la sortie 508 qui connecte l'A-3, l'autoroute qui relie Madrid à Valence. Depuis l'A-3 en direction de Valence, il y a un accès à Manises et à l'aéroport, ainsi qu'au reste des villes de la Horta Oest comme Aldaia et Alaquàs.

- L'A-7 continue vers Alicante, Albacete et Murcie. Il passe sous la ligne Madrid - Levant de l'AVE et arrive dans le territoire municipal de Torrente puis arrive la sortie 512 vers la route CV-36 qui connecte Torrente avec Picanya et le sud-ouest de Valence, ainsi qu'avec les urbanisations de Calicanto (Torrente) à travers la route CV-411.

- Après avoir surmonté le ravin de Poyo, il atteint la sortie 517 à proximité de Vedado de Torrente en direction de la route CV-405, qui relie Torrente à Montserrat, Montroi et Real.

- L'aire de repos Torrente-Picassent est située entre les deux villes, puis la sortie 524 dessert Picassent, Alcàsser et Silla, dans la comarque Horta Sud .

- Le contournement de Valence se termine à côté de l'accès sud de Valence (V-31) et continue vers le sud sur l'A-7 en direction d'Albacete et d'Alicante, à travers les provinces de Valence et d'Alicante, ou sur l'AP-7 vers Alicante et Gandia, par la côte à péage ou par la N-332 et sa division A-38.

## Route
| Vitesse limite | Schéma | Voies | Sortie †          | Sens descendant                     | Sens ascendant                                                | Voies | Route  |
| -------------- | ------ | ----- | ----------------- | ----------------------------------- | ------------------------------------------------------------- | ----- | ------ |
|                |        |       | 354 (527)         |                                     | Alicante par la côte Gandia Alicante par l'intérieur Albacete |       | N-332  |
|                |        |       | 351 (524)         | Alcácer Picasent                    | Alcácer Picasent                                              |       | CV-415 |
|                |        |       | 344 (517)         | Torrente Montserrat                 | Torrente Montserrat                                           |       | CV-405 |
|                |        |       | 341-339 (514-512) | Torrente Valencia - Calicanto       | Torrente Valencia - Calicanto                                 |       |        |
|                |        |       | 336-335 (509-508) | Valencia Madrid                     | Valencia Madrid                                               |       | E901   |
|                |        |       | 331 (504)         | Manises Ribarroja Du Turia          | Manises Ribarroja Du Turia                                    |       | CV-37  |
|                |        |       | 328 (501)         | Valence sud-oeste Puerto de Valence | Valence sud-oeste Puerto de Valence                           |       |        |
|                |        |       | 324 (497)         | Valencia Ademuz                     | Valencia Ademuz                                               |       |        |
|                |        |       | 321 (494)         | Burjassot Bétera                    | Burjassot Bétera                                              |       | CV-310 |
|                |        |       | 315 (488)         | Massamagrell Náquera Moncada        | Massamagrell Náquera Moncada                                  |       | CV-302 |
|                |        |       | 311 (484)         | El Puig Rafelbuñol                  | El Puig Rafelbuñol                                            |       | CV-301 |
|                |        |       | 307( 480)         | Sagunto Castellón Teruel            |                                                               |       | E15    |

† Le kilométrage de cette section de l'autoroute A-7 a été considéré comme AP-7 gratuite et non comme un doublement de la N-340. En 2013, un nouveau kilométrage a été attribué comme A-7 (N-340 déclassée, mais avec le changement de direction, c'est-à-dire à partir de Barcelone vers Cadix) laissant l'AP-7 de Sagunto à Silla non connecté.